# Bernabé Tierno
Bernabé Tierno Jiménez (La Alberca de Záncara, Cuenca, 7 de mayo de 1940 - Madrid, 8 de julio de 2015) fue un psicólogo, pedagogo, psicoterapeuta y escritor español autor de más de sesenta libros de psicología y autoayuda. 

## Biografía
Licenciado en Filosofía, Ciencias de la Educación y Psicología, se especializó en Psicopedagogía por la Escuela Superior de Psicología de la Universidad Complutense de Madrid y obtuvo el diploma en Psicología de la Escritura por el Instituto Internacional de Investigación Psicológica de Milán (Italia) y el de Grafopsicología por la Escuela de Medicina Legal de la Universidad Complutense de Madrid.
Gran referente mediático de la psicología en España a través de sus constantes apariciones televisivas y persona muy polifacética, Bernabé Tierno fue también profesor de letras en el bachillerato elemental y superior durante catorce años y dirigió el Colegio Cenit de Madrid durante diez años, además de ser miembro de la Sociedad Española de Medicina Legal y Social, de la Sociedad Española de Pedagogía y de la Asociación Colegial de Escritores de España, así como gran investigador de las causas del fracaso escolar y de las posibles estrategias para llegar a una enseñanza y a un aprendizaje más eficaces.
En sus libros  Aprendiz de sabio y Hoy, aquí y ahora: estás a tiempo de ser feliz, Tierno recalcó la importancia de vivir el momento presente y saborearlo, disfrutar de él, etc., ingredientes básicos para ser feliz e incluso reforzar el sistema inmunitario. 
El 14 de enero de 1990 se empezó a publicar en El Semanal, de Taller de Editores, una serie de fichas cuyo título genérico era Valores humanos, Madrid, 1991, de la que se han publicado cuatro volúmenes recopilatorios que constituyen su obra más vendida. También colaboraba semanalmente en la Revista Mía.
Recibió la medalla de honor del 50 aniversario de UNICEF (Madrid, 11 de noviembre de 1996) y el premio "Paz del mundo" como impulsor de los valores humanos (Málaga, 1997).

## Obra (incompleto)
- El fracaso escolar. Plaza y Janés, mayo de 1984.
- Del fracaso al éxito escolar, Barcelona: Plaza y Janés, 1984.
- Con Juan Bosch Marín, La clave para el desarrollo de la inteligencia. Barcelona: Tibidabo, 1985.
- Aprender a estudiar. Ed. Edica, agosto y diciembre de 1988.
- Tu hijo. Problemas y conflictos. Madrid: Ed. Temas de Hoy, abril de 1989.
- Valores humanos. Madrid: Taller de editores, 1991, 1992, 1993, 1998, 4 vols. Se reeditaron actualizados y ampliados con el título Fortalezas humanas 1, 2, 3. 4 y 5, Penguin Random House Grupo Editorial.
- Adolescentes. Las 100 preguntas clave. Madrid: Ed. Temas de Hoy, 1992.
- Ser buenos padres, los problemas de los hijos y los hijos y el entorno. Madrid: Ed. Paulinas, 1992.
- Los problemas de los hijos. Madrid: Ed. Paulinas, 1992.
- Los hijos y el entorno. Madrid: Ed. Paulinas, 1992.
- Del fracaso al éxito escolar. Barcelona: Plaza y Janés, 1993.
- Máster en educación. Madrid: Ed. Temas de Hoy, 1993.
- Con Antonio Escaja Miguel, Saber educar. Madrid: Temas de Hoy, 1993.
- Con Rosa Velasco, Dudas y errores del lenguaje, Madrid: Temas de Hoy, 1993.
- La edad de oro del niño. Madrid: Ed. Paulinas, 1994.
- Educar hoy (Desde los seis a los veinte años). Ed. Paulinas, 1994.
- Las mejores técnicas de estudio. Ed. Temas de Hoy, enero de 1994.
- Elegir el éxito. Triunfa sin traicionar tus principios, Madrid: Temas de Hoy, 1994.
- Guía para salvar el curso. Madrid: Ed. Temas de Hoy, 1995.
- Oficio de padres. Madrid: Ed. Paulinas, 1995.
- Las dificultades escolares. Madrid: Ed. Aguilar, 1996.
- Guía para educar en valores en la familia y en la escuela. Madrid: Ed. Taller de Editores, 1996.
- Aprendo a vivir, Madrid: Temas de Hoy, 1996.
- ¡Atrévete a triunfar! Claves para la eficacia. Barcelona: Plaza y Janés, 1996.
- El psicólogo en casa. Manual para lograr un mayor bienestar personal y familiar. Madrid: Temas de Hoy, 1997.
- La fuerza del amor: el camino hacia la realización personal. Madrid: Ed. Temas de hoy, 1999.
- Todo lo que necesitas saber para educar a tus hijos, Barcelona: Plaza y Janés, 2000.
- Psicología práctica de la vida cotidiana hoy. Madrid: Temas de Hoy, 2001.
- Educar a un adolescente. La guía con todas las respuestas. Barcelona: Martínez Roca, 2001.
- Aprobar el curso, Madrid: Temas de Hoy, 2002.
- La educación inteligente. Claves para descubrir y potenciar lo mejor de tu hijo, Madrid: Temas de Hoy, 2002.
- Con Montserrat Giménez Fernández, Educación y la Enseñanza Primaria de 6 a 8 Años, Madrid: El País / Aguilar, 2004.
- Aprendiz de sabio. La guía insuperable para mejorar tu vida. Grijalbo Mondadori, 2005.
- Hoy, aquí y ahora: estás a tiempo de ser feliz. Madrid: Ed. Temas de hoy, 2005.
- Optimismo vital: manual completo de psicología positiva. Madrid: Ed. Temas de hoy, 2007.
- Los pilares de la felicidad: 30.000 días para una vida en plenitud. Madrid: Ed. Temas de hoy, 2008.
- Guía para salvar el curso, Madrid: Temas de Hoy, 2008.
- Poderosa mente. Madrid: Ed. Temas de hoy, 2009.
- Sabiduría esencial. El jugo de la vida exprimido para ti. Madrid: Temas de Hoy, 2010.
- Espiritual mente. Madrid: Ed. Temas de Hoy, 2011.
- Cartas a un psicólogo. Respuestas prácticas para los nuevos problemas de los españoles. Madrid: Temas de Hoy, 2012.
- Karate mental. Madrid: Ed. Temas de hoy, 2013.
- El triunfador humilde. El éxito y el bienestar emprenden un nuevo rumbo. Madrid: Ed. Temas de hoy, 2015.
- El amor que es vida. Madrid: Penguin Random House Grupo Editorial, 2015.